# Callejeros
Callejeros, emès des de l'11 de novembre de 2005 i fins al 24 de març de 2014, va ser un programa televisiu dins de la categoria reportatge/documental produït per Molinos de Papel i emès en la nit dels divendres per la cadena de televisió espanyola Cuatro.
El programa consistia en el fet que un periodista i un càmera entrevisten i gravaven moments inèdits mostrant aspectes quotidians de llocs, professions o esdeveniments, en un reportatge càmera en mà i narrat en primera persona.

## Equip de Reporters
Els periodistes que han participat en el programa són: Beatriz Díaz, Nacho Medina, Alejandra Andrade, Sonia López, David Moreno, Jalis de la Serna, José Miguel Almagro, Noemí Redondo, Marisa Fernández, Víctor Cerdán, Tábata Peregrín, Lucía Pérez Valero, Pedro Mardones, Sara Puertas, Paula Olivares, Carlos Cachafeiro, Álvaro Martín, Jorge Luque, Luis Troya, Esther Vicente i Federico Cardelus.

## Mecànica
Consistia, en el fet que alguns dels seus documentals produïts, tractaven sobre accidents i controls de trànsit, el consum de drogues, la pobresa, entre d'altres.
D'altra banda, destacar que el programa es va veure embolicat en una polèmica després de l'emissió d'un reportatge en el qual es realitzava un control d'alcoholèmia, en el qual una jove amb evident estat d'embriaguesa afirmava que les dones toleraven pitjor l'alcohol.

## Producció
Després del final de la tercera temporada, per problemes entre la cadena i la exproductora Mediapro, Callejeros, inicia la quarta temporada amb una nova productora, Molinos de Papel, creada per la directora del programa, Carolina Cubillo.
En el programa s'han relatat escenes molt conegudes, com la d'una noia amb "nata" al pèl.
També s'han vist memorables frases en aquest programa, com: «¡A robar carteras!», «El niño este se come la crisis!», «¡Te voy a decir una cosa, dos escopetas tengo!», «Vengo de tirarme a una prostituta», «¡Te voy a decir una cosa que no te va a gustar!», «Pim, pam, toma lacasitos», «La pistola cuando se saca es para disparar, el que la saca para enseñarla es un parguela».

## Reportatges
| Temporada | Temporada | Programes | Estrena                | Final                | Audiència mitjana | Audiència mitjana | Audiència mitjana |
| Temporada | Temporada | Programes | Estrena                | Final                | Espectadors       | Quota             |                   |
| --------- | --------- | --------- | ---------------------- | -------------------- | ----------------- | ----------------- | ----------------- |
|           | 1         | 37        | 11 de novembre de 2005 | 28 de juliol de 2006 | 728 000           | 5,4%              |                   |
|           | 2         | 44        | 8 de setembre de 2006  | 13 de juliol de 2007 | 1 338 000         | 8,7%              |                   |
|           | 3         | 38        | 14 de setembre de 2007 | 30 de maig de 2008   | 1 647 000         | 10,1%             |                   |
|           | 4         | 46        | 12 de setembre de 2008 | 17 de juliol de 2009 | 2 101 000         | 13,1%             |                   |
|           | 5         | 47        | 4 de setembre de 2009  | 23 de juliol de 2010 | 1 628 000         | 9,9%              |                   |
|           | 6         | 44        | 10 de setembre de 2010 | 12 d'agost de 2011   | 1 229 000         | 8,1%              |                   |
|           | 7         | 45        | 2 de setembre de 2011  | 13 de juliol de 2011 | 987 000           | 7,5%              |                   |
|           | 8         | 39        | 21 de setembre de 2012 | 19 de juliol de 2013 | 905 000           | 6,4%              |                   |
|           | 9         | 18        | 13 de setembre de 2013 | 24 de març de 2014   | 699 000           | 5,6%              |                   |
| Total     | Total     | 398       | 2005                   | 2014                 | 1 400 000         | 9,25%             |                   |

### Temporada 1
| No. Serie | No. Temp. | Títol                      | Data d'emissió         | Espectadors | Share | Classificació |
| --------- | --------- | -------------------------- | ---------------------- | ----------- | ----- | ------------- |
| 1         | 1         | «Simplemente María»        | 11 de novembre de 2005 | 525 000     | 4,3%  |               |
| 2         | 2         | «¡A la orden!»             | 18 de novembre de 2005 | 570 000     | 4,9%  |               |
| 3         | 3         | «Miedo al pollo»           | 25 de novembre de 2005 | 433 000     | 4,5%  |               |
| 4         | 4         | «La casa del cura»         | 2 de desembre de 2005  | 466 000     | 3,9%  |               |
| 5         | 5         | «Puente en el camping»     | 9 de desembre de 2005  | 448 000     | 4,0%  |               |
| 6         | 6         | «¿Dulce hogar?»            | 16 de desembre de 2005 | 567 000     | 5,0%  |               |
| 7         | 7         | «Once mujeres en clausura» | 23 de desembre de 2005 | 567 000     | 4,9%  |               |
| 8         | 8         | «Mundo submarino»          | 30 de desembre de 2005 | 495 000     | 4,1%  |               |
| 9         | 9         | «Adiós a la casa del cura» | 13 de gener de 2006    | 924 000     | 5,3%  |               |
| 10        | 10        | «Depósitos de interés»     | 20 de gener de 2006    | 766 000     | 4,5%  |               |
| 11        | 11        | «Al margen del Turia»      | 27 de gener de 2006    | 907 000     | 5,0%  |               |
| 12        | 12        | «Sin retrete»              | 3 de febrer de 2006    | 819 000     | 4,9%  |               |
| 13        | 13        | «Sexo en la ciudad»        | 10 de febrer de 2006   | 1 341 000   | 8,0%  |               |
| 14        | 14        | «Cinco euros y pico»       | 17 de febrer de 2006   | 771 000     | 4,5%  |               |
| 15        | 15        | «El polígono del caos»     | 24 de febrer de 2006   | 647 000     | 5,6%  |               |
| 16        | 16        | «Botellón y botellona»     | 3 de març de 2006      | 819 000     | 4,8%  |               |
| 17        | 17        | «El puerto de la luz»      | 6 de març de 2006      | 611 000     | 4,5%  |               |
| 18        | 18        | «Sevilla okupada»          | 10 de març de 2006     | 912 000     | 5,5%  |               |
| 19        | 19        | «Maneras de vivir»         | 17 de març de 2006     | 1 295 000   | 7,5%  |               |
| 20        | 20        | «Bueno, bonito y robado»   | 24 de març de 2006     | 1 238 000   | 7,6%  |               |
| 21        | 21        | «Bienvenidos»              | 31 de març de 2006     | 561 000     | 3,8%  |               |
| 22        | 22        | «¡Alto policía!»           | 7 d'abril de 2006      | 1 080 000   | 7,1%  |               |
| 23        | 23        | «Taxi libre»               | 14 d'abril de 2006     | 748 000     | 6,7%  |               |
| 24        | 24        | «Gente corriente»          | 21 d'abril de 2006     | 1 080 000   | 7,0%  |               |
| 25        | 25        | «Más que 3000»             | 28 d'abril de 2006     | 914 000     | 6,6%  |               |
| 26        | 26        | «Hospital de animales»     | 5 de maig de 2006      | 748 000     | 5,2%  |               |
| 27        | 27        | «Gran corazón»             | 12 de maig de 2006     | 748 000     | 5,4%  |               |
| 28        | 28        | «Fuera de lo normal»       | 19 de maig de 2006     | 748 000     | 5,7%  |               |
| 29        | 29        | «Gente de colección»       | 26 de maig de 2006     | -           | -     |               |
| 30        | 30        | «Se vende droga»           | 9 de juny de 2006      | 914 000     | 7,1%  |               |
| 31        | 31        | «La pasión del mundial»    | 16 de juny de 2006     | 790 000     | 6,0%  |               |
| 32        | 32        | «¡A por ellos, oé!»        | 23 de juny de 2006     | 457 000     | 5,0%  |               |
| 33        | 33        | «La vida en juego»         | 30 de juny de 2006     | 748 000     | 7,2%  |               |
| 34        | 34        | «Buscavidas»               | 7 de juliol de 2006    | 540 000     | 5,3%  |               |
| 35        | 35        | «Vamos a la playa»         | 14 de juliol de 2006   | 623 000     | 6,3%  |               |
| 36        | 36        | «Quiero un camión»         | 21 de juliol de 2006   | 623 000     | 6,5%  |               |
| 37        | 37        | «Doñana reserva»           | 28 de juliol de 2006   | 505 000     | 5,4%  |               |

### Temporada 2
| No. Sèrie | No. Temp. | Title                              | Data d'emissió         | Espectadors | Share | Classificació |
| 1         | 38        | «Síndrome de Diógenes»             | 8 de setembre de 2006  | 1 078 000   | 7,3%  |               |
| 2         | 39        | «El barrio de la Viña»             | 15 de setembre de 2006 | 1 493 000   | 10,6% |               |
| 3         | 40        | «En otro cuerpo»                   | 22 de setembre de 2006 | 1 640 000   | 11,0% |               |
| 4         | 41        | «Barrios aislados»                 | 29 de setembre de 2006 | 1 103 000   | 7,5%  |               |
| 5         | 42        | «Salto a la cárcel de Carabanchel» | 6 d'octubre de 2006    | 805 000     | 5,1%  |               |
| 6         | 43        | «¡Tensión!»                        | 13 d'octubre de 2006   | 877 000     | 5,7%  |               |
| 7         | 44        | «Quiero mi casa»                   | 20 d'octubre de 2006   | 1 633 000   | 9,8%  |               |
| 8         | 45        | «Otra Ibiza»                       | 27 d'octubre de 2006   | 2 023 000   | 12,2% |               |
| 9         | 46        | «Extraordinario»                   | 3 de novembre de 2006  | 1 433 000   | 8,3%  |               |
| 10        | 47        | «Emergencias»                      | 10 de novembre de 2006 | 1 264 000   | 7,8%  |               |
| 11        | 48        | «Nos vigilan»                      | 17 de novembre de 2006 | 1 155 000   | 7,5%  |               |
| 12        | 49        | «Pastillas para no dormir»         | 24 de novembre de 2006 | 1 621 000   | 9,6%  |               |
| 13        | 50        | «Sexo a la vista»                  | 1 de desembre de 2006  | 1 404 000   | 8,4%  |               |
| 14        | 51        | «Lavapiés»                         | 8 de desembre de 2006  | 1 288 000   | 8,4%  |               |
| 15        | 52        | «La casa de mi vida»               | 15 de desembre de 2006 | 1 484 000   | 9,2%  |               |
| 16        | 53        | «Puro lujo»                        | 29 de desembre de 2006 | 1 064 000   | 6,6%  |               |
| 17        | 54        | «Callejeros 2006»                  | 5 de gener de 2007     | 1 203 000   | 8,3%  |               |
| 18        | 55        | «Abandonados»                      | 12 de gener de 2007    | 1 222 000   | 7,1%  |               |
| 19        | 56        | «El arrecife»                      | 19 de gener de 2007    | 1 018 000   | 6,6%  |               |
| 20        | 57        | «El Albayzín»                      | 26 de gener de 2007    | 1 511 000   | 8,0%  |               |
| 21        | 58        | «Niños en la calle»                | 2 de febrer de 2007    | 1 348 000   | 7,8%  |               |
| 22        | 59        | «Problemas adolescentes»           | 9 de febrer de 2007    | 1 261 000   | 7,4%  |               |
| 23        | 60        | «Los últimos de Madrid»            | 16 de febrer de 2007   | 1 261 000   | 7,4%  |               |
| 24        | 61        | «El Salobral»                      | 23 de febrer de 2007   | 1 507 000   | 9,0%  |               |
| 25        | 62        | «Hospital»                         | 2 de març de 2007      | 1 260 000   | 7,8%  |               |
| 26        | 63        | «Vagabundos»                       | 9 de març de 2007      | 1 461 000   | 8,8%  |               |
| 27        | 64        | «Se alquila»                       | 16 de març de 2007     | 1 434 000   | 9,0%  |               |
| 28        | 65        | «Cañada Real Galiana»              | 23 de març de 2007     | 1 518 000   | 9,8%  |               |
| 29        | 66        | «Vida interior»                    | 30 de març de 2007     | 1 342 000   | 8,6%  |               |
| 30        | 67        | «Casas de ricos»                   | 6 d'abril de 2007      | 1 589 000   | 12,3% |               |
| 31        | 68        | «Ochenta y tantos»                 | 13 d'abril de 2007     | 1 148 000   | 6,9%  |               |
| 32        | 69        | «San Francisco»                    | 20 d'abril de 2007     | 1 496 000   | 8,9%  |               |
| 33        | 70        | «Bagdad»                           | 27 d'abril de 2007     | 1 324 000   | 8,3%  |               |
| 34        | 71        | «Ayuntamiento»                     | 4 de maig de 2007      | 1 639 000   | 10,1% |               |
| 35        | 72        | «La frontera»                      | 11 de maig de 2007     | 1 431 000   | 9,6%  |               |
| 36        | 73        | «El Raval»                         | 18 de maig de 2007     | 1 540 000   | 10,3% |               |
| 37        | 74        | «Mundo singular»                   | 25 de maig de 2007     | 1 130 000   | 7,5%  |               |
| 38        | 75        | «Próxima parada»                   | 1 de juny de 2007      | 1 472 000   | 10,2% |               |
| 39        | 76        | «La Alpujarra»                     | 8 de juny de 2007      | 1 331 000   | 9,6%  |               |
| 40        | 77        | «La Almadraba»                     | 15 de juny de 2007     | 1 320 000   | 9,0%  |               |
| 41        | 78        | «Triana»                           | 22 de juny de 2007     | 1 214 000   | 9,2%  |               |
| 42        | 79        | «Vecinos»                          | 29 de juny de 2007     | 1 186 000   | 10,0% |               |
| 43        | 80        | «El ruedo»                         | 6 de juliol de 2007    | 1 194 000   | 9,9%  |               |
| 44        | 81        | «San Fermín»                       | 13 de juliol de 2007   | 1 174 000   | 10,1% |               |

### Temporada 3
| No. Serie | No. Temp. | Títol                     | Data d'emissió         | Espectadors | Share | Classificació |
| 1         | 82        | «Mediterráneo»            | 14 de setembre de 2007 | 1 143 000   | 8,4%  |               |
| 2         | 83        | «El Vacie»                | 21 de setembre de 2007 | 1 481 000   | 9,7%  |               |
| 3         | 84        | «Fiebre animal»           | 28 de setembre de 2007 | 1 447 000   | 9,3%  |               |
| 4         | 85        | «A la cola»               | 5 d'octubre de 2007    | 1 782 000   | 10,9% |               |
| 5         | 86        | «Gran vía»                | 12 d'octubre de 2007   | 1 196 000   | 8,2%  |               |
| 6         | 87        | «Polígonos»               | 19 d'octubre de 2007   | 1 562 000   | 9,4%  |               |
| 7         | 88        | «Huéspedes»               | 2 de novembre de 2007  | 1 186 000   | 7,6%  |               |
| 8         | 89        | «Expropiados»             | 9 de novembre de 2007  | 1 451 000   | 8,7%  |               |
| 9         | 90        | «Comida basura»           | 16 de novembre de 2007 | 2 239 000   | 13,1% |               |
| 10        | 91        | «Cuatro santos»           | 23 de novembre de 2007 | 1 878 000   | 11,1% |               |
| 11        | 92        | «El Cabanyal»             | 30 de novembre de 2007 | 1 644 000   | 9,8%  |               |
| 12        | 93        | «Casas de cine»           | 7 de desembre de 2007  | 1 483 000   | 9,6%  |               |
| 13        | 94        | «A la calle»              | 14 de desembre de 2007 | 1 531 000   | 9,4%  |               |
| 14        | 95        | «Falso»                   | 21 de desembre de 2007 | 1 531 000   | 9,5%  |               |
| 15        | 96        | «Samaritanos»             | 28 de desembre de 2007 | 1 432 000   | 8,6%  |               |
| 16        | 97        | «gener cuesta»            | 4 de gener de 2008     | 1 749 000   | 9,9%  |               |
| 17        | 98        | «Los Junquillos»          | 11 de gener de 2008    | 2 001 000   | 11,1% |               |
| 18        | 99        | «Razón de peso»           | 18 de gener de 2008    | 1 782 000   | 10,2% |               |
| 19        | 100       | «Los pajaritos»           | 25 de gener de 2008    | 1 799 000   | 10,3% |               |
| 20        | 101       | «Estrellas fugaces»       | 1 de febrer de 2008    | 1 708 000   | 9,8%  |               |
| 21        | 102       | «Inquilinos»              | 8 de febrer de 2008    | 1 970 000   | 11,5% |               |
| 22        | 103       | «Moteros»                 | 15 de febrer de 2008   | 1 756 000   | 10,4% |               |
| 23        | 104       | «Penamoa»                 | 22 de febrer de 2008   | 1 835 000   | 10,8% |               |
| 24        | 105       | «El Salobral»             | 23 de febrer de 2008   | 1 507 000   | 9,0%  |               |
| 25        | 106       | «Casas de chapa»          | 29 de febrer de 2008   | 1 708 000   | 10,3% |               |
| 26        | 107       | «Meretrices»              | 7 de març de 2008      | 2 032 000   | 11,9% |               |
| 27        | 108       | «Lo campano»              | 14 de març de 2008     | 1 569 000   | 9,8%  |               |
| 28        | 109       | «Palacios»                | 21 de març de 2008     | 1 555 000   | 11,6% |               |
| 29        | 110       | «Guadalquivir»            | 28 de març de 2008     | 1 590 000   | 9,7%  |               |
| 30        | 111       | «Baja la vivienda»        | 4 d'abril de 2008      | 1 956 000   | 12,0% |               |
| 31        | 112       | «Cuestión de estética»    | 11 d'abril de 2008     | 1 597 000   | 9,8%  |               |
| 32        | 113       | «Casa de campo»           | 18 d'abril de 2008     | 2 220 000   | 13,5% |               |
| 33        | 114       | «¿Dónde estará mi carro?» | 25 d'abril de 2008     | 1 913 000   | 12,1% |               |
| 34        | 115       | «Casco Vello»             | 2 de maig de 2008      | 1 499 000   | 10,3% |               |
| 35        | 116       | «El camino»               | 9 de maig de 2008      | 1 544 000   | 9,4%  |               |
| 36        | 117       | «El Puche»                | 16 de maig de 2008     | 1 647 000   | 10,3% |               |
| 37        | 118       | «No es justo»             | 23 de maig de 2008     | 1 384 000   | 8,7%  |               |
| 38        | 119       | «Fe ciega»                | 30 de maig de 2008     | 1 281 000   | 8,1%  |               |

### Temporada 4
| No. Serie | No. Temp. | Títol                  | Data d'emissió         | Espectadors | Share | Classificació |
| 1         | 120       | «Vecinos y parientes»  | 12 de setembre de 2008 | 1 702 000   | 11,9% |               |
| 2         | 121       | «Cartuja y Almanjáyar» | 19 de setembre de 2008 | 1 788 000   | 12,4% |               |
| 3         | 122       | «Vivir con 400»        | 26 de setembre de 2008 | 1 688 000   | 11,0% |               |
| 4         | 123       | «Sexo libre»           | 3 d'octubre de 2008    | 1 822 000   | 14,4% |               |
| 5         | 124       | «Puerta del Sol»       | 10 d'octubre de 2008   | 1 907 000   | 11,6% |               |
| 6         | 125       | «Puerto de Algeciras»  | 17 d'octubre de 2008   | 1 913 000   | 11,3% |               |
| 7         | 126       | «Ladrillos rotos»      | 31 d'octubre de 2008   | 2 160 000   | 12,7% |               |
| 8         | 127       | «La Ribera»            | 31 d'octubre de 2008   | 2 249 000   | 13,8% |               |
| 9         | 128       | «Trapicheos»           | 7 de novembre de 2008  | 2 416 000   | 14,3% |               |
| 10        | 129       | «Armas»                | 10 de novembre de 2008 | 1 934 000   | 11,5% |               |
| 11        | 130       | «Áticos con vistas»    | 17 de novembre de 2008 | 2 382 000   | 14,2% |               |
| 12        | 131       | «Las mil viviendas»    | 28 de novembre de 2008 | 2 027 000   | 11,6% |               |
| 13        | 132       | «Segunda mano»         | 5 de desembre de 2008  | 2 062 000   | 12,3% |               |
| 14        | 133       | «La Rambla»            | 12 de desembre de 2008 | 2 057 000   | 12,3% |               |
| 15        | 134       | «El rastro»            | 19 de desembre de 2008 | 1 889 000   | 11,6% |               |
| 16        | 135       | «Vidas consagradas»    | 26 de desembre de 2008 | 1 696 000   | 9,5%  |               |
| 17        | 136       | «Locos por el coche»   | 2 de gener de 2009     | 1 385 000   | 7,8%  |               |
| 18        | 137       | «gener a cuestas»      | 9 de gener de 2009     | 2 403 000   | 12,9% |               |
| 19        | 138       | «La chanca»            | 16 de gener de 2009    | 2 208 000   | 12,3% |               |
| 20        | 139       | «Sin lincencia»        | 23 de gener de 2009    | 2 033 000   | 11,2% |               |
| 21        | 140       | «Los Cañada»           | 3 de febrer de 2009    | 2 455 000   | 14,1% |               |
| 22        | 141       | «Los Vikingos»         | 6 de febrer de 2009    | 2 582 000   | 14,5% |               |
| 23        | 142       | «Alquilado»            | 13 de febrer de 2009   | 2 766 000   | 15,3% |               |
| 24        | 143       | «Desengaño»            | 20 de febrer de 2009   | 2 005 000   | 11,1% |               |
| 25        | 144       | «Apuntalados»          | 27 de febrer de 2009   | 2 212 000   | 13,0% |               |
| 26        | 145       | «Sierra Nevada»        | 6 de març de 2009      | 2 079 000   | 11,7% |               |
| 27        | 146       | «Chabola capital»      | 13 de març de 2009     | 2 425 000   | 14,7% |               |
| 28        | 147       | «A mi manera»          | 20 de març de 2009     | 2 724 000   | 16,8% |               |
| 29        | 148       | «El charco de la Pava» | 27 de març de 2009     | 2 697 000   | 16,0% |               |
| 30        | 149       | «Los 600»              | 2 d'abril de 2009      | 2 242 000   | 13,3% |               |
| 31        | 150       | «Más de un millón»     | 10 d'abril de 2009     | 1 676 000   | 12,0% |               |
| 32        | 151       | «25 el completo»       | 17 d'abril de 2009     | 2 185 000   | 12,4% |               |
| 33        | 152       | «Plaza alta»           | 24 d'abril de 2009     | 2 394 000   | 14,4% |               |
| 34        | 153       | «Bancos con interés»   | 1 de maig de 2009      | 1 767 000   | 11,5% |               |
| 35        | 154       | «La Barceloneta»       | 8 de maig de 2009      | 2 305 000   | 13,9% |               |
| 36        | 155       | «Más por menos»        | 15 de maig de 2009     | 2 426 000   | 15,5% |               |
| 37        | 156       | «La Manga»             | 22 de maig de 2009     | 2 468 000   | 15,9% |               |
| 38        | 157       | «Puente de Triana»     | 29 de maig de 2009     | 2 059 000   | 13,3% |               |
| 39        | 158       | «Marbella»             | 5 de juny de 2009      | 2 558 000   | 16,4% |               |
| 40        | 159       | «Cuerpo a cuerpo»      | 12 de juny de 2009     | 2 126 000   | 15,0% |               |
| 41        | 160       | «Espíritu santo»       | 19 de juny de 2009     | 1 699 000   | 12,3% |               |
| 42        | 161       | «El chiringuito»       | 26 de juny de 2009     | 2 038 000   | 14,6% |               |
| 43        | 162       | «Camino a Santiago»    | 3 de juliol de 2009    | 1 627 000   | 12,9% |               |
| 44        | 163       | «Boda gitana»          | 10 de juliol de 2009   | 1 549 000   | 13,0% |               |
| 45        | 164       | «Piscinas»             | 17 de juliol de 2009   | 1 768 000   | 14,2% |               |

### Temporada 5
| No. Serie | No. Temp. | Títol                     | Data d'emissió         | Espectadors | Share | Classificació |
| 1         | 165       | «Algameca chica»          | 4 de setembre de 2009  | 1 475 000   | 11,4% |               |
| 2         | 166       | «Vacaciones en Conil»     | 8 de setembre de 2009  | 1 763 000   | 11,1% |               |
| 3         | 167       | «Cuevas de Palma»         | 25 de setembre de 2009 | 1 650 000   | 10,6% |               |
| 4         | 168       | «Agentes»                 | 3 d'octubre de 2009    | 1 939 000   | 12,2% |               |
| 5         | 169       | «Calle Serrano»           | 9 d'octubre de 2009    | 1 981 000   | 12,4% |               |
| 6         | 170       | «O.V.N.I»                 | 16 d'octubre de 2009   | 1 726 000   | 10,2% |               |
| 7         | 171       | «El Torrejón»             | 23 d'octubre de 2009   | 2 129 000   | 12,4% |               |
| 8         | 172       | «Hotel»                   | 30 d'octubre de 2009   | 1 848 000   | 11,2% |               |
| 9         | 173       | «Chunguitos y familia»    | 6 de novembre de 2009  | 1 737 000   | 10,1% |               |
| 10        | 174       | «Gratis»                  | 13 de novembre de 2009 | 1 696 000   | 10,0% |               |
| 11        | 175       | «Rochelambert»            | 20 de novembre de 2009 | 1 611 000   | 9,4%  |               |
| 12        | 176       | «Casas rotas»             | 27 de novembre de 2009 | 1 726 000   | 10,1% |               |
| 13        | 177       | «¡Vivan los novios!»      | 4 de desembre de 2009  | 1 694 000   | 9,9%  |               |
| 14        | 178       | «Eterna juventud»         | 11 de desembre de 2009 | 1 776 000   | 12,4% |               |
| 15        | 179       | «La paz y la fama»        | 18 de desembre de 2009 | 1 809 000   | 10,4% |               |
| 16        | 180       | «Vacaciones en Andorra»   | 25 de desembre de 2009 | 1 612 000   | 9,1%  |               |
| 17        | 181       | «Torres y cúpulas»        | 1 de gener de 2010     | 1 522 000   | 8,9%  |               |
| 18        | 182       | «La Moraleja»             | 1 de gener de 2010     | 2 542 000   | 14,0% |               |
| 19        | 183       | «El ancho»                | 8 de gener de 2010     | 1 842 000   | 9,7%  |               |
| 20        | 184       | «Adrenalina»              | 15 de gener de 2010    | 1 193 000   | 6,3%  |               |
| 21        | 185       | «Agentes de Murcia»       | 22 de gener de 2010    | 1 607 000   | 8,7%  |               |
| 22        | 186       | «Se liquida»              | 29 de gener de 2010    | 1 607 000   | 10,0% |               |
| 23        | 187       | «La caída de los ángeles» | 5 de febrer de 2010    | 1 601 000   | 9,3%  |               |
| 24        | 188       | «Los asperones»           | 12 de febrer de 2010   | 1 388 000   | 7,2%  |               |
| 25        | 189       | «Socorro»                 | 19 de febrer de 2010   | 1 645 000   | 8,9%  |               |
| 26        | 190       | «Silencio»                | 26 de febrer de 2010   | 1 610 000   | 8,9%  |               |
| 27        | 191       | «Valle de Jinamar»        | 5 de març de 2010      | 1 826 000   | 10,3% |               |
| 28        | 192       | «Agentes de Cádiz»        | 12 de març de 2010     | 1 860 000   | 10,3% |               |
| 29        | 193       | «Somos callejeros»        | 26 de març de 2010     | 1 932 000   | 12,1% |               |
| 30        | 194       | «Todo por la fama»        | 2 d'abril de 2010      | 854 000     | 6,5%  |               |
| 31        | 195       | «Sexo a 200»              | 9 d'abril de 2010      | 1 567 000   | 9,2%  |               |
| 32        | 196       | «Casa y jardín»           | 16 d'abril de 2010     | 1 368 000   | 7,5%  |               |
| 33        | 197       | «Problemas de vecinos»    | 23 d'abril de 2010     | 1 365 000   | 8,2%  |               |
| 34        | 198       | «El Carmen»               | 30 d'abril de 2010     | 1 394 000   | 8,6%  |               |
| 35        | 199       | «Cunetas»                 | 7 de maig de 2010      | 1 688 000   | 10,0% |               |
| 36        | 200       | «Striptease»              | 14 de maig de 2010     | 1 438 000   | 8,4%  |               |
| 37        | 201       | «Las domingueras»         | 21 de maig de 2010     | 1 586 000   | 10,1% |               |
| 38        | 202       | «Bares»                   | 28 de maig de 2010     | 1 521 000   | 9,5%  |               |
| 39        | 203       | «La Isleta»               | 4 de juny de 2010      | 1 379 000   | 9,4%  |               |
| 40        | 204       | «Patada en la puerta»     | 11 de juny de 2010     | 1 318 000   | 8,3%  |               |
| 41        | 205       | «La Albufera»             | 18 de juny de 2010     | 1 309 000   | 8,3%  |               |
| 42        | 206       | «Benidorm»                | 25 de juny de 2010     | 1 389 000   | 8,6%  |               |
| 43        | 207       | «Preciados»               | 2 de juliol de 2010    | 1 643 000   | 11,6% |               |
| 44        | 208       | «Vidas de ricos»          | 9 de juliol de 2010    | 1 187 000   | 10,7% |               |
| 45        | 209       | «Roja pasión»             | 9 de juliol de 2010    | 1 254 000   | 9,8%  |               |
| 46        | 210       | «Alquiler de verano»      | 16 de juliol de 2010   | 1 238 000   | 10,6% |               |
| 47        | 211       | «Despeñaperros»           | 23 de juliol de 2010   | 1 294 000   | 10,7% |               |

### Temporada 6
| No. Serie | No. Temp. | Títol                   | Data d'emissió         | Espectadors | Share | Classificació |
| 1         | 212       | «Casas con piscina»     | 10 de setembre de 2010 | 1 345 000   | 9,6%  |               |
| 2         | 213       | «Bajo de guía»          | 17 de setembre de 2010 | 1 570 000   | 9,7%  |               |
| 3         | 214       | «El Pardo»              | 24 de setembre de 2010 | 1 349 000   | 8,2%  |               |
| 4         | 215       | «Poblado de Guadarrama» | 1 d'octubre de 2010    | 1 235 000   | 7,4%  |               |
| 5         | 216       | «Bares de Sevilla»      | 8 d'octubre de 2010    | 1 077 000   | 6,0%  |               |
| 6         | 217       | «60 el gramo»           | 15 d'octubre de 2010   | 1 366 000   | 7,8%  |               |
| 7         | 218       | «La Corta»              | 22 d'octubre de 2010   | 1 217 000   | 6,9%  |               |
| 8         | 219       | «Artistas»              | 20 d'octubre de 2010   | 1 223 000   | 7,1%  |               |
| 9         | 220       | «Zona hermética»        | 5 de novembre de 2010  | 1 732 000   | 10,0% |               |
| 10        | 221       | «Edificios singulares»  | 26 de novembre de 2010 | 1 594 000   | 8,7%  |               |
| 11        | 222       | «Atocha»                | 31 de novembre de 2010 | 1 788 000   | 9,9%  |               |
| 12        | 223       | «La mina»               | 10 de desembre de 2010 | 1 748 000   | 9,6%  |               |
| 13        | 224       | «Chicas de discoteca»   | 17 de desembre de 2010 | 1 552 000   | 8,9%  |               |
| 14        | 225       | «Bares de Barcelona»    | 7 de gener de 2011     | 1 312 000   | 7,1%  |               |
| 15        | 226       | «Taxi»                  | 14 de gener de 2011    | 1 509 000   | 8,1%  |               |
| 16        | 227       | «Castellana»            | 21 de gener de 2011    | 1 709 000   | 8,9%  |               |
| 17        | 228       | «Dos mundos»            | 28 de gener de 2011    | 1 724 000   | 9,0%  |               |
| 18        | 229       | «Sierpes»               | 4 de febrer de 2011    | 1 544 000   | 8,4%  |               |
| 19        | 230       | «Por obra de arte»      | 11 de febrer de 2011   | 1 000 000   | 5,2%  |               |
| 20        | 231       | «La Junquera»           | 18 de febrer de 2011   | 1 375 000   | 9,7%  |               |
| 21        | 232       | «Caída libre»           | 25 de febrer de 2011   | 998 000     | 7,7%  |               |
| 22        | 233       | «Bares de Gran Canaria» | 4 de març de 2011      | 1 132 000   | 7,6%  |               |
| 23        | 234       | «Monumentos de interés» | 18 de març de 2011     | 1 572 000   | 11,9% |               |
| 24        | 235       | «Menú de crisis»        | 25 de març de 2011     | 1 295 000   | 9,1%  |               |
| 25        | 236       | «Calle Goya»            | 1 d'abril de 2011      | 1 132 000   | 8,5%  |               |
| 26        | 237       | «Pasión animal»         | 8 d'abril de 2011      | 1 343 000   | 10,0% |               |
| 27        | 238       | «Plata y Castañar»      | 15 d'abril de 2011     | 1 286 000   | 9,9%  |               |
| 28        | 239       | «Más de 1000 euros»     | 22 d'abril de 2011     | 1 110 000   | 7,7%  |               |
| 29        | 240       | «Mayordomos»            | 29 d'abril de 2011     | 1 252 000   | 8,7%  |               |
| 30        | 241       | «Módulos»               | 6 de maig de 2011      | 1 511 000   | 10,6% |               |
| 31        | 242       | «La ruta de la droga»   | 13 de maig de 2011     | 1 434 000   | 10,3% |               |
| 32        | 243       | «Plaza Mayor»           | 20 de maig de 2011     | 1 153 000   | 7,0%  |               |
| 33        | 244       | «Sexo sin tocar»        | 27 de maig de 2011     | 1 231 000   | 14,3% |               |
| 34        | 245       | «Parques con interés»   | 3 de juny de 2011      | 945 000     | 5,7%  |               |
| 35        | 246       | «Inventos»              | 10 de juny de 2011     | 1 189 000   | 7,2%  |               |
| 36        | 247       | «Ventas de carretera»   | 17 de juny de 2011     | 1 024 000   | 6,5%  |               |
| 37        | 248       | «Casas con terraza»     | 24 de juny de 2011     | 847 000     | 6,1%  |               |
| 38        | 249       | «Cinco estrellas»       | 1 de juliol de 2011    | 921 000     | 7,7%  |               |
| 39        | 250       | «Bares de Cádiz»        | 8 de juliol de 2011    | 912 000     | 7,5%  |               |
| 40        | 251       | «Camela»                | 15 de juliol de 2011   | 805 000     | 7,0%  |               |
| 41        | 252       | «Camping y playas»      | 22 de juliol de 2011   | 917 000     | 8,0%  |               |
| 42        | 253       | «Torrevieja»            | 29 de juliol de 2011   | 753 000     | 7,7%  |               |
| 43        | 254       | «Casas de antes»        | 5 d'agost de 2011      | 780 000     | 7,4%  |               |
| 44        | 255       | «Agua dulce»            | 12 d'agost de 2011     | 812 000     | 7,1%  |               |

### Temporada 7
| No. Serie | No. Temp. | Títol                          | Data d'emissió         | Espectadors< | Share | Classificació |
| 1         | 256       | «Isla Cristina»                | 2 de setembre de 2011  | 849 000      | 7,3%  |               |
| 2         | 257       | «Plaza de España»              | 9 de setembre de 2011  | 792 000      | 5,5%  |               |
| 3         | 258       | «Poligoneros»                  | 16 de setembre de 2011 | 1 001 000    | 6,6%  |               |
| 4         | 259       | «En negro»                     | 23 de setembre de 2011 | 1 092 000    | 6,7%  |               |
| 5         | 260       | «setembre a cuestas»           | 30 de setembre de 2011 | 1 149 000    | 6,6%  |               |
| 6         | 261       | «Desahucios»                   | 7 d'octubre de 2011    | 1 633 000    | 12,2% |               |
| 7         | 262       | «Torreblanca»                  | 14 d'octubre de 2011   | 1 220 000    | 8,9%  |               |
| 8         | 263       | «Pedralbes»                    | 21 d'octubre de 2011   | 997 000      | 7,4%  |               |
| 9         | 264       | «Apretarse el cinturón»        | 28 d'octubre de 2011   | 1 066 000    | 7,7%  |               |
| 10        | 265       | «Barriada de José Antonio»     | 4 de novembre de 2011  | 668 000      | 7,2%  |               |
| 11        | 266       | «Al aire libre»                | 11 de novembre de 2011 | 1 054 000    | 7,2%  |               |
| 12        | 267       | «La banda del parque»          | 18 de novembre de 2011 | 965 000      | 6,4%  |               |
| 13        | 268       | «Al ladrón»                    | 25 de novembre de 2011 | 1 059 000    | 7,8%  |               |
| 14        | 269       | «Fin de fiesta»                | 7 de gener de 2011     | 817 000      | 6,4%  |               |
| 15        | 270       | «Guardia de noche»             | 9 de desembre de 2011  | 1 408 000    | 7,9%  |               |
| 16        | 271       | «Okupación por desahucio»      | 16 de desembre de 2011 | 987 000      | 5,6%  |               |
| 17        | 272       | «La terminal»                  | 23 de desembre de 2011 | 998 000      | 5,5%  |               |
| 18        | 273       | «Polito y familia»             | 30 de desembre de 2011 | 696 000      | 5,2%  |               |
| 19        | 274       | «Puerta con puerta»            | 6 de gener de 2012     | 614 000      | 5,2%  |               |
| 20        | 275       | «A mí no me pagan»             | 13 de gener de 2012    | 823 000      | 5,9%  |               |
| 21        | 276       | «Me han robado»                | 20 de gener de 2012    | 993 000      | 6,8%  |               |
| 22        | 277       | «Números rojos»                | 27 de gener de 2012    | 1 153 000    | 9,2%  |               |
| 23        | 278       | «Infieles»                     | 3 de febrer de 2012    | 1 292 000    | 9,0%  |               |
| 24        | 279       | «El Saladillo»                 | 10 de febrer de 2012   | 1 397 000    | 9,4%  |               |
| 25        | 280       | «Casas de cartón»              | 17 de febrer de 2012   | 1 363 000    | 9,6%  |               |
| 26        | 281       | «¿Sanidad enferma?»            | 24 de febrer de 2012   | 1 263 000    | 8,6%  |               |
| 27        | 282       | «Señora prostituta»            | 2 de març de 2012      | 1 548 000    | 10,8% |               |
| 28        | 283       | «Casa en alquiler»             | 19 de març de 2012     | 1 058 000    | 7,7%  |               |
| 29        | 284       | «El Príncipe Alfonso»          | 16 de març de 2012     | 1 014 000    | 7,4%  |               |
| 30        | 285       | «Empleados del hogar»          | 23 de març de 2012     | 1 117 000    | 7,9%  |               |
| 31        | 286       | «Vendo mi casa»                | 6 d'abril de 2012      | 1 065 000    | 8,0%  |               |
| 32        | 287       | «Añaza»                        | 13 d'abril de 2012     | 1 092 000    | 7,4%  |               |
| 33        | 288       | «Tomárselo a pecho»            | 20 d'abril de 2012     | 1 339 000    | 9,1%  |               |
| 34        | 289       | «Madame»                       | 27 d'abril de 2012     | 1 116 000    | 8,2%  |               |
| 35        | 290       | «Enganchados al sexo»          | 11 de maig de 2012     | 970 000      | 5,9%  |               |
| 36        | 291       | «Aquí hay droga»               | 18 de maig de 2012     | 721 000      | 7,5%  |               |
| 37        | 292       | «Prostitutas de Barcelona»     | 25 de maig de 2012     | 755 000      | 7,5%  |               |
| 38        | 293       | «Ricos en apuros»              | 1 de juny de 2012      | 731 000      | 8,8%  |               |
| 39        | 294       | «Rumbo a Montmeló»             | 8 de juny de 2012      | 520 000      | 5,3%  |               |
| 40        | 295       | «La reina del Raval»           | 15 de juny de 2012     | 694 000      | 7,1%  |               |
| 41        | 296       | «Rubias y morenas»             | 22 de juny de 2012     | 795 000      | 8,5%  |               |
| 42        | 297       | «Área de descanso»             | 29 de juny de 2012     | 534 000      | 6,3%  |               |
| 43        | 298       | «La Navidad, barrio de Huelva» | 6 de juliol de 2012    | 499 000      | 6,5%  |               |
| 44        | 299       | «Paseo marítimo»               | 13 de juliol de 2012   | 552 000      | 6,9%  |               |

### Temporada 8
| No. Serie | No. Temp. | Títol                        | Data d'emissió         | Espectadors | Share | Classificació |
| 1         | 300       | «Vacaciones en Gandía»       | 2 de juliol de 2012    | 650 000     | 5,3%  |               |
| 2         | 301       | «Prostitución por crisis»    | 21 de setembre de 2012 | 1 129 000   | 6,9%  |               |
| 3         | 302       | «A estrenar»                 | 28 de setembre de 2012 | 780 000     | 5,0%  |               |
| 4         | 303       | «Por un jornal»              | 12 d'octubre de 2012   | 854 000     | 5,6%  |               |
| 5         | 304       | «Orden de alejamiento»       | 19 d'octubre de 2012   | 1 065 000   | 7,2%  |               |
| 6         | 305       | «Policías locales»           | 26 d'octubre de 2012   | 1 229 000   | 8,1%  |               |
| 7         | 306       | «Parejas en paro»            | 2 d'octubre de 2012    | 1 077 000   | 6,6%  |               |
| 8         | 307       | «Paso hambre»                | 9 de novembre de 2012  | 1 396 000   | 8,8%  |               |
| 9         | 308       | «Atraco»                     | 16 de novembre de 2012 | 1 216 000   | 7,7%  |               |
| 10        | 309       | «Prostitución universitaria» | 23 de novembre de 2012 | 1 022 000   | 6,5%  |               |
| 11        | 310       | «San Lázaro»                 | 7 de desembre de 2012  | 979 000     | 6,1%  |               |
| 12        | 311       | «Taxi de noche»              | 14 de desembre de 2012 | 1 025 000   | 6,3%  |               |
| 13        | 312       | «Mariscadores»               | 21 de desembre de 2012 | 997 000     | 6,5%  |               |
| 14        | 313       | «Buenos corazones»           | 28 de desembre de 2012 | 938 000     | 6,0%  |               |
| 15        | 314       | «Mi mascota y yo»            | 4 de gener de 2013     | 831 000     | 5,5%  |               |
| 16        | 315       | «Sexo a las afueras»         | 11 de gener de 2013    | 1 036 000   | 6,3%  |               |
| 17        | 316       | «Hijos de la crisis»         | 18 de gener de 2013    | 1 567 000   | 10,0% |               |
| 18        | 317       | «Tetes y tetas»              | 25 de gener de 2013    | 1 541 000   | 9,8%  |               |
| 19        | 318       | «Urge venta»                 | 8 de febrer de 2013    | 1 082 000   | 6,6%  |               |
| 20        | 319       | «Tengo frío»                 | 15 de febrer de 2013   | 1 104 000   | 7,1%  |               |
| 21        | 320       | «Belleza de bisturí»         | 22 de febrer de 2013   | 1 034 000   | 6,4%  |               |
| 22        | 321       | «Duermo donde puedo»         | 1 de març de 2013      | 1 174 000   | 7,4%  |               |
| 23        | 322       | «Se liquida lujo»            | 8 de març de 2013      | 679 000     | 4,9%  |               |
| 24        | 323       | «Mossos d'Esquadra»          | 15 de març de 2013     | 991 000     | 7,1%  |               |
| 25        | 324       | «Peligro de accidente»       | 22 de març de 2013     | 1 069 000   | 7,0%  |               |
| 26        | 325       | «Cuerpo a tierra»            | 29 de març de 2013     | 577 000     | 4,4%  |               |
| 27        | 326       | «Policías de paisano»        | 5 d'abril de 2013      | 1 197 000   | 7,9%  |               |
| 28        | 327       | «No cuesta nada»             | 12 d'abril de 2013     | 676 000     | 5,2%  |               |
| 29        | 328       | «Vendo oro»                  | 19 d'abril de 2013     | 976 000     | 6,7%  |               |
| 30        | 329       | «Dependientes»               | 26 d'abril de 2013     | 338 000     | 4,1%  |               |
| 31        | 330       | «Acción policial»            | 3 de maig de 2013      | 329 000     | 3,7%  |               |
| 32        | 331       | «Menores en riesgo»          | 10 de maig de 2013     | 647 000     | 5,8%  |               |
| 33        | 332       | «Tensión en Melilla»         | 17 de maig de 2013     | 505 000     | 3,2%  |               |
| 34        | 333       | «Esta es mi esquina»         | 31 de maig de 2013     | 717 000     | 7,0%  |               |
| 35        | 334       | «La Fábrica»                 | 7 de juny de 2013      | 737 000     | 8,0%  |               |
| 36        | 335       | «Adiós a la Fábrica»         | 14 de juny de 2013     | 521 000     | 6,1%  |               |
| 37        | 336       | «Carteristas»                | 21 de juny de 2013     | 581 000     | 7,0%  |               |
| 38        | 337       | «Ibiza caliente»             | 5 de juliol de 2013    | 800 000     | 6,1%  |               |
| 39        | 338       | «Gran Canaria al límite»     | 12 de juliol de 2013   | 694 000     | 5,5%  |               |
| 40        | 339       | «Nacional 340»               | 19 de juliol de 2013   | 441 000     | 4,5%  |               |

### Temporada 9
| No. Serie | No. Temp. | Title                                              | Data d'emissió         | Espectadors | Share |
| --------- | --------- | -------------------------------------------------- | ---------------------- | ----------- | ----- |
| 1         | 340       | «Peristas»                                         | 13 de setembre de 2013 | 715 000     | 5,2%  |
| 2         | 341       | «Prostitución en la Costa del Sol»                 | 27 de setembre de 2013 | 700 000     | 5,8%  |
| 3         | 342       | «Mendigos de la crisis»                            | 4 d'octubre de 2013    | 579 000     | 4,7%  |
| 4         | 343       | «Los Pitufos»                                      | 11 d'octubre de 2013   | 871 000     | 6,8%  |
| 5         | 344       | «Niños con hambre (especial Hambre en España)»     | 25 d'octubre de 2013   | 1 045 000   | 7,2%  |
| 6         | 345       | «La comida no se tira (especial Hambre en España)» | 25 d'octubre de 2013   | 792 000     | 8,1%  |
| 7         | 346       | «¡Que despilfarro! (especial Hambre en España)»    | 1 de novembre de 2013  | 737 000     | 5,9%  |
| 8         | 347       | «El club de la lucha»                              | 8 de novembre de 2013  | 629 000     | 5,1%  |
| 9         | 348       | «Ordeno y multo»                                   | 15 de novembre de 2013 | 560 000     | 4,4%  |
| 10        | 349       | «Robos con violencia (especial Robos en España)»   | 17 de novembre de 2013 | 750 000     | 3,6%  |
| 11        | 350       | «Mas triste es robar (especial Robos en España)»   | 22 de novembre de 2013 | 816 000     | 6,3%  |
| 12        | 351       | «Timos y estafas (especial Robos en España)»       | 29 de novembre de 2013 | 598 000     | 7,7%  |
| 13        | 352       | «Ajuntaoras»                                       | 6 de desembre de 2013  | 822 000     | 6,3%  |
| 14        | 353       | «Malasaña»                                         | 13 de desembre de 2013 | 642 000     | 4,9%  |
| 15        | 354       | «Perros peligrosos»                                | 20 de desembre de 2013 | 333 000     | 4,7%  |
| 16        | 355       | «Inocentes e indultados (especial Entre rejas)»    | 18 de març de 2014     | 752 000     | 3,8%  |
| 17        | 356       | «Sueños de libertad (especial Entre rejas)»        | 18 de març de 2014     | 779 000     | 5,3%  |
| 18        | 357       | «Familia incondicional (especial Entre rejas)»     | 25 de març de 2014     | 464 000     | 4,4%  |

### Programes especials
| No. Serie | No. Temp. | Title                        | Data d'emissió         | Espectadors | Share | Classificació |
| 1         | 1         | «Refugiados»                 | 20 de desembre de 2006 | 538 000     | 4,9%  |               |
| 2         | 2         | «Volver»                     | 4 d'abril de 2007      | 1 790 000   | 11,9% |               |
| 3         | 3         | «Bagdad sin censura»         | 7 de maig de 2007      | 1 717 000   | 11,5% |               |
| 4         | 4         | «En tu casa y en la mía»     | 17 de juny de 2007     | 1 896 000   | 13,4% |               |
| 5         | 5         | «Orgullo»                    | 28 de juny de 2007     | 992 000     | 10,1% |               |
| 6         | 6         | «Palma palmilla»             | 26 d'octubre de 2007   | 1 757 000   | 10,5% |               |
| 7         | 7         | «Pedir»                      | 1 de gener de 2008     | 1 438 000   | 8,1%  |               |
| 8         | 8         | «Vivir»                      | 19 de març de 2008     | 1 974 000   | 13,8% |               |
| 9         | 9         | «A toda costa»               | 22 de maig de 2008     | 1 689 000   | 10,2% |               |
| 10        | 10        | «Parking, parada y droga»    | 3 d'octubre de 2008    | 1 894 000   | 11,7% |               |
| 11        | 11        | «Bajo el puente»             | 25 de desembre de 2008 | 2 279 000   | 13,3% |               |
| 12        | 12        | «Extralujo»                  | 2 de gener de 2009     | 2 498 000   | 14,0% |               |
| 13        | 13        | «Obra nueva»                 | 26 d'abril de 2009     | 1 919 000   | 9,8%  |               |
| 14        | 14        | «Atlántico»                  | 11 de setembre de 2009 | 1 384 000   | 10,2% |               |
| 15        | 15        | «Tiembla Haití»              | 28 de gener de 2010    | 915 000     | 4,5%  |               |
| 16        | 16        | «Mujeres en la calle»        | 19 de març de 2010     | 1 598 000   | 9,7%  |               |
| 17        | 17        | «¡Alto!»                     | 29 de març de 2010     | 1 614 000   | 9,2%  |               |
| 18        | 18        | «A bordo»                    | 18 de juliol de 2010   | 1 257 000   | 9,0%  |               |
| 19        | 19        | «Sotogrande»                 | 3 de setembre de 2010  | 1 425 000   | 10,8% |               |
| 20        | 20        | «La cárcel»                  | 12 de novembre de 2010 | 1 947 000   | 12,0% |               |
| 21        | 21        | «A las puertas de la cárcel» | 12 de novembre de 2010 | 1 324 000   | 13,9% |               |
| 22        | 22        | «Golpe a golpe»              | 19 de novembre de 2010 | 1 594 000   | 8,7%  |               |
| 23        | 23        | «Cenamos con Callejeros»     | 24 de desembre de 2010 | 691 000     | 6,4%  |               |
| 24        | 24        | «Casa y portal»              | 31 de desembre de 2010 | 514 000     | 4,1%  |               |
| 25        | 25        | «Somosaguas»                 | 31 de desembre de 2010 | 576 000     | 4,4%  |               |
| 26        | 26        | «¡Frena!»                    | 18 d'abril de 2011     | 1 361 000   | 7,5%  |               |
| 27        | 27        | «Profesión prostituta»       | 27 de maig de 2011     | 1 584 000   | 11,0% |               |
| 28        | 28        | «Las Castillas»              | 2 de setembre de 2011  | 674 000     | 4,6%  |               |
| 29        | 29        | «¿Malas calles?»             | 4 d'octubre de 2011    | 1 281 000   | 9,2%  |               |
| 30        | 30        | «Famosa Nochevieja»          | 31 de desembre de 2012 | 510 000     | 5,2%  |               |
| 31        | 31        | «Stop»                       | 30 de març de 2012     | 1 307 000   | 10,0% |               |
| 32        | 32        | «Guardianes del Estrecho»    | 4 de maig de 2012      | 1 185 000   | 6,9%  |               |
| 33        | 33        | «Cuerpo Nacional de policía» | 14 de setembre de 2012 | 1 747 000   | 11,9% |               |
| 34        | 34        | «Sexo juvenil»               | 5 d'octubre de 2012    | 540 000     | 6,2%  |               |
| 35        | 35        | «Drogas al volante»          | 30 de novembre de 2012 | 958 000     | 6,3%  |               |
| 36        | 36        | «Ricos sin crisis»           | 1 de febrer de 2013    | 1 357 000   | 8,9%  |               |
| 37        | 37        | «Después del desahucio»      | 24 de maig de 2013     | 669 000     | 4,1%  |               |
| 38        | 38        | «Aduanas y fronteras»        | 28 de juny de 2013     | 1 026 000   | 7,3%  |               |
| 39        | 39        | «Sara la Kali»               | 6 de setembre de 2013  | 892 000     | 6,1%  |               |
| 40        | 40        | «¿Gibraltar español?»        | 18 d'octubre de 2013   | 714 000     | 5,1%  |               |

## Premis i nominacions
| Premis                | Any  | Categoria                                                              | Resultat  |
| --------------------- | ---- | ---------------------------------------------------------------------- | --------- |
| Premis Iris           | 2006 | Millor programa documental                                             | Guanyador |
| Premis Iris           | 2007 | Millor programa informatiu                                             | Guanyador |
| Premis Iris           | 2007 | Millor direcció: Carolina Cubillo                                      | Guanyador |
| Premis Iris           | 2008 | Millor programa informatiu                                             | Guanyador |
| TP d'Or               | 2006 | Millor programa d'actualitat i reportatges                             | Guanyador |
| TP d'Or               | 2007 | Millor programa d'actualitat i reportatges                             | Guanyador |
| TP d'Or               | 2008 | Millor programa d'actualitat i reportatges                             | Guanyador |
| TP d'Or               | 2009 | Millor programa d'actualitat i reportatges                             | Guanyador |
| TP d'Or               | 2011 | Millor programa d'actualitat i reportatges                             | Guanyador |
| Altres reconeixements | 2007 | Premi Guardia Civil 2007 com a Millor espai de televisió               | Guanyador |
| Altres reconeixements | 2007 | Premi societat i riscos per la Ciutat de Tarragona de Comunicació 2007 | Guanyador |
| Altres reconeixements | 2008 | Premis periodístics de seguretat viària línia directa.                 | Guanyador |
| Premis Ondas          | 2008 | Millor programa d'actualitat o cobertura especial                      | Guanyador |